# Língua kichwa
Kichwa (Kichwa shimi, Runashimi, ou em espanhol Quichua) é uma agrupamento de línguas Quíchuas que inclui todas variedades quíchuas do Equador e de Colômbia (Inga Kichwa), bem como extensões em Peru. Tem cerca de 1.400.000 falantes e faz parte do grupo linguístico Quechua do Norte do Quechua II, de acordo com o linguista Alfredo Torero.

## Dialetos
Dentre os 12 dialetos apresentados no quadro (ISO 693-3), os mais falados são Chimborazo e Imbabura das "terras altas", num total de quase um milhão de falantes. O dialeto Caarca das "terras altas" tem algo como uns 150 mil falantes, os demais têm cada um entre 10 e 20 milhões.

Subgrupos Quíchua - Kichwa em azul claro (II B)

## Generalidades
A sintaxe Kichwa sofreu alguma simplificação gramatical em comparação com o quechua do sul, talvez por causa da creolização parcial com as línguas pré-inca do Equador.
Uma linguagem padronizada, com uma ortografia unificada (Kichwa Unificado,  Shukyachiska Kichwa ), foi desenvolvida. É semelhante à do dialeto Chimborazo, mas carece de algumas das peculiaridades fonológicas desse dialeto.
A descrição gramatical mais antiga de Kichwa foi escrita no século 17 pelo sacerdote jJesuíta Hernando de Alcocer.

### Padronização e educação
Segundo o lingüista Arturo Muyulema, os primeiros passos para ensinar Kichwa em escolas públicas datam da década de 1940, quando Dolores Cacuango fundou várias escolas indígenas em Cayambe. Mais tarde, as organizações indígenas iniciaram escolas autônomas para fornecer educação em Kichwa nas décadas de 1970 e 1980 (Muyulema 2011: 234).
Muyulema diz que a criação de peças literárias como "Caimi Ňucanchic Shimuyu-Panca", "Ňucanchic Llactapac Shimi", "Ňucanchic Causaimanta Yachaicuna" e "Antisuyu-Punasuyu" forneceu os catalisadores para a padronização da língua Kichwa. Isso foi iniciado pela DINEIB (Diretoria Nacional da Educação Intercultural Bilingual Education).
Depois, um novo alfabeto foi criado pela ALKI (Academia da LÍngua Kichwa) Compreende 21 caracteres; incluindo três vogais (a, i, u); duas semi-vogais (w, y); e 16 consoantes (ch, h, k, l, ll, m, n, ñ, p, r, s, sh, t, ts, z, zh), de acordo com o artigo de Muyulema "Presente e Futuro da língua Quichua desde a perspectiva da experiência vasca (Kichwa sisariy ňan) "(Muyulema 2011: 234).
Mais tarde, o dicionário mais extenso e abrangente "Kichwa Yachakukkunapa Shimiyuk Kamu" foi publicado em 2009 pelo lingüista Fabián Potosí, em conjunto com outros estudiosos patrocinados pelo Ministério da Educação do Equador.

## Características
Em contraste com outras variedades regionais de Quechua, Kichwa não distingue entre o original ("Proto Quechua") /k/ e /q/, que são ambas pronunciadas [k]. [e] e [o], os alofones das vogais /i/ e /u/ junto a /q/, não existe. Kiru pode ser tanto "dente" (kiru em Quecha Sul ou "madeira" (qiru [qero] em Quechua; e killa pode ser tanto "lua" (killa) ou "lazy" (preguiça [qeʎa]).
Além disso, o Kichwa, tanto no Equador como na Colômbia, perdeu sufixos possessivos e bidirecionais (sufixos verbais que indicam sujeito e objeto), bem como a distinção entre a primeira pessoa o plural exclusiva e inclusiva do plural:
- Em vez de yayayku / taytayku ("Nosso Pai", a Oração do Senhor), as pessoas Kichwa dizem  ñukanchik yaya / ñukanchik tayta .
- Em Kichwa, você não diz suyayki ("Eu espero por você"), mas kanta shuyan.

Por outro lado, outras particularidades da Quechua foram preservadas. Como em todas as línguas quechuanas, as palavras para 'irmão' e 'irmã' diferem dependendo de quem se referem. Existem quatro palavras diferentes para os irmãos: ñaña (irmã de uma mulher), turi (irmão de uma mulher), pani (irmã de um homem) e wawki (irmão de um homem). Uma mulher que lê "Ñuka wawki Pedromi kan" iria ler em voz alta  Ñuka turi Pedromi kan .

## Dialetos
A organização missionária FEDEPI (2006) enumera oito dialetos do Quechua no Equador, que ilustra com "Os homens virão em dois dias". ( Ethnologue  16 (2009) lista nove, distinguindo Cañar de Loja Highland Quechua.) Abaixo estão as comparações, juntamente com o Padrão (Equatoriano) Kichwa e Quechua Padrão (Sul):
| Dialect                       | ISO code    | Speakers per SIL (FEDEPI)          | Pronnúncia                                   | Ortografia (SIL ou official)                    | Notas      |
| ----------------------------- | ----------- | ---------------------------------- | -------------------------------------------- | ----------------------------------------------- | ---------- |
| Imbabura                      | [qvi]       | 300,000 (1,000,000)                | Čay xarikunaka iškay punžapižami šamuŋga     | Chai jaricunaca ishcai punllapillami shamunga.  | ⟨ll⟩ = "ž" |
| Calderón (Pichincha)          | [qud]       | 25,000                             | Čay xarikunaka iškay punžapižami šamuŋga     | Chai jaricunaca ishcai punllapillami shamunga.  | ⟨ll⟩ = "ž" |
| Salasaca                      | [qxl]       | 15,000                             | Či kʰarigunaga iški pʰunžažabimi šamuŋga     | Chi c'arigunaga ishqui p'unllallabimi shamunga. | ⟨ll⟩ = "ž" |
| Chimborazo                    | [qug]       | 1,000,000 (2,500,000)              | Čay kʰarikunaka iški punžažapimi šamuŋga     | Chai c'aricunaca ishqui punllallapimi shamunga. | ⟨ll⟩ = "ž" |
| Cañar–Loja                    | [qxr] [qvj] | (200,000) qxr: 100,000 qxl: 15,000 | Čay kʰarikunaka iškay punžaλapimi šamuŋga    | Chai c'aricunaca ishcai punzhallapimi shamunga. |            |
| Tena terras baixas            | [quw]       | 5,000 (10,000)                     | Či kariunaga iški punžaλaimi šamuŋga         | Chi cariunaga ishqui punzhallaimi shamunga.     |            |
| Napo terras baixas            | [qvo]       | 4,000 Ecu. & 8,000 Peru (15,000)   | Či karigunaga iškay punčaλaimi šamunga.      | Chi carigunaga ishcai punchallaimi shamunga.    |            |
| Pastaza setentrional          | [qvz]       | 4,000 Ecu. & 2,000 Peru (10,000)   | Či karigunaga iškay punžallaimi šamunga.     | Chi carigunaga ishcai punzhallaimi shamunga.    |            |
| Kichwa padrão                 | —           |                                    |                                              | Chay karikunaka ishkay punllallapimi shamunka.  |            |
| Quechua meriodional (Qhichwa) | —           |                                    | Čæy qʰarikunaqa iskæy p'unčawllapim hamunqa. | Chay qharikunaqa iskay p'unchawllapim hamunqa.  |            |

## Música
Uma banda do Equador, "Los Nin", que faz “raps” em Kichwa e em espanhol, já se apresentou internacionalmente. A banda vem da cidade de Otavalo, conhecida por sua música tradicional.

## Amostra de texto
Tucuy runacuna quishpirihuán huiñán, pactacunahuampes, pay pura, umahuán, ayahuán chay shucuna shina, chaymantami shuclla shina causangacuna.
Português
Todos os seres humanos nascem livres e iguais em dignidade e direitos. Eles são dotados de razão e consciência e devem agir uns em relação aos outros em espírito de fraternidade. (Artigo 1 da Declaração Universal dos Direitos Humanos)